# Giotto
Giotto di Bondone (o simplemente Giotto) (Colle di Vespignano, República de Florencia c. 1267-Florencia, República de Florencia 8 de enero de 1337) fue un pintor, muralista, escultor y arquitecto florentino de la Baja Edad Media, un autor del Trecento considerado uno de los iniciadores del movimiento renacentista en Italia. Su obra tuvo una influencia determinante en los movimientos pictóricos posteriores. Un contemporáneo de Giotto, el banquero y cronista Giovanni Villani, lo describió como «el maestro de pintura más soberano de su tiempo, quien dibujó todas sus figuras y sus posturas de acuerdo con la naturaleza», y reconoció públicamente su talento y excelencia.

## Biografía

### Primeros pasos
Giotto nació, en Colle de Vespignano, en las cercanías de Vicchio del Mugello, una localidad cercana a Florencia. Según su principal biógrafo, Giorgio Vasari, era hijo de un campesino llamado Bondone y pasó su infancia como pastor de ovejas. Si bien la mayoría de los autores cree que se llamaba en realidad Giotto di Bondone, otros opinan que su verdadero nombre de pila era Ambrogio o Angelo, y que el nombre por el que es conocido, Giotto, no sería más que un diminutivo, derivado de Ambrogiotto o Angelotto.
Según los biógrafos, fue discípulo del pintor florentino Cimabue, el artista más conocido de su época. Vasari relata el modo en que el pequeño de once años demostró por primera vez su talento artístico: cuenta que, estando el niño al cuidado de unas ovejas, mataba el tiempo dibujando a una de ellas sobre una piedra plana con una tiza. Acertó a pasar por allí Cimabue, quien, impresionado por el talento natural de Giotto —que había dibujado una oveja tridimensional, tan natural y perfecta que parecía viva—, le acompañó hasta su cabaña y consiguió convencer al padre de que le dejara hacer del muchacho su aprendiz.
Otra versión de la biografía de Giotto manifiesta que su padre lo mandó a Florencia para que trabajase como aprendiz con un mercader de lanas. El joven, muy interesado en el arte, tomó la costumbre de visitar el estudio de Cimabue para ver a los artistas trabajar, hasta que, tras la insistencia, su padre le permitió entrar al taller.
Vasari refiere que Giotto era un aprendiz divertido y bromista, a tal punto que en una ocasión pintó una mosca en la nariz de un retrato. Su técnica era tal que Cimabue intentó espantarla con la mano antes de darse cuenta de que estaba pintada. Esta anécdota de juventud presagia ya la técnica característica de Giotto, que le capacitaba para pintar figuras casi reales.

### Reconocimiento de su obra

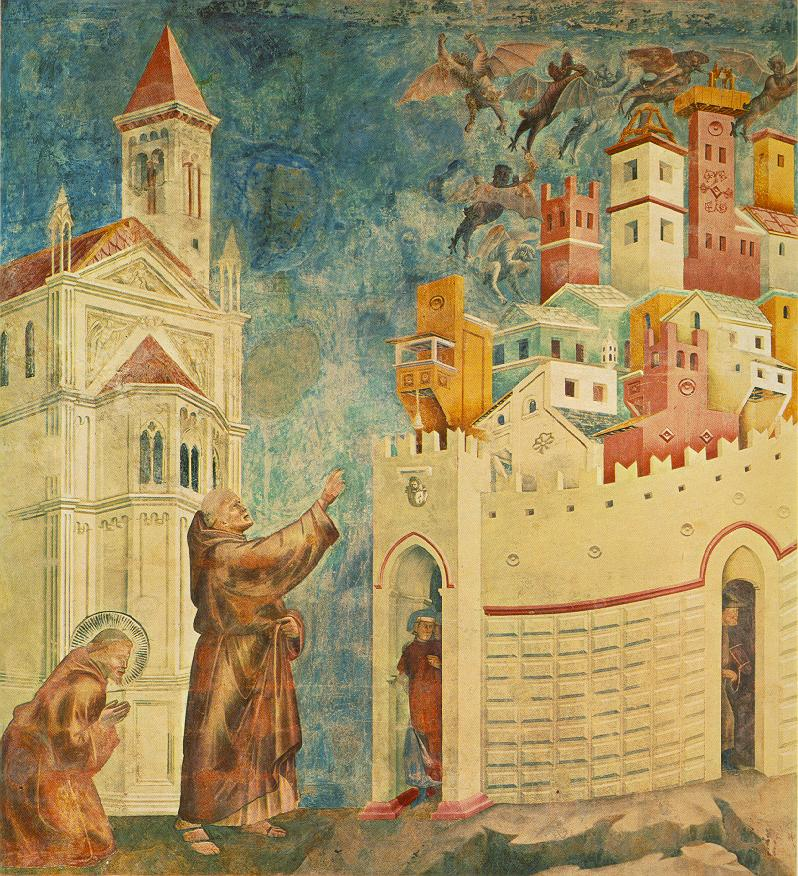
Escenas de la vida de San Francisco, en Asís: La expulsión de los diablos de Arezzo.

Cuando Giotto contaba con treinta años, su fama había trascendido las fronteras de Florencia y se extendía ya por toda Italia, hasta tal punto que el papa Bonifacio VIII le envió un mensajero para pedirle una muestra de su arte, con la intención de ver por sí mismo si el renombrado pintor era digno de recibir propuestas para trabajar en Roma. Según Vasari, Giotto tomó un lienzo blanco en presencia del recadero, hundió su pincel en pintura roja y, con un solo trazo continuo, dibujó a mano alzada un círculo geométricamente perfecto, diciendo al hombre: «La valía de este trabajo será reconocida.» Escribe Vasari: «El Papa vio el lienzo, percibió instantáneamente que Giotto era superior a todos los demás pintores de su tiempo.»
Provisto de su talento natural y de las enseñanzas de Cimabue, Giotto comenzó pronto a ocuparse de encargos de terceros, principalmente trabajos religiosos. Así, se le atribuyen como primeras obras la continuación en la Basílica de San Francisco de Asís de la parte alta de las paredes del templo a partir de frescos sobre las historias de Isaac, realizado posiblemente en el último lustro del siglo XIII, donde desarrolla temas bíblicos. Más adelante, entre 1297 y 1299, una nueva serie de frescos fue muy probablemente ejecutada por Giotto en su totalidad en la parte inferior de los muros de la basílica, acerca de la vida de San Francisco de Asís. Vistos los excelentes resultados, se le solicitó que pintara —entre 1305 y 1306— los frescos de la Capilla de los Scrovegni, en Padua.

### Éxito en Italia
Los viajes de Giotto se sucedieron por toda Italia, en la mayoría de los casos era llamado por órdenes, nobles o incluso por el papa.
En 1313 fue llamado por el papa Clemente V para hacer varios trabajos dentro de la primitiva basílica de San Pedro. Destaca el altar realizado para la capilla mayor (Políptico Stefaneschi) y un mosaico del que en la actualidad queda poco del original. Además, tras este importante encargo, recorrería las cortes de Italia: Arezzo, Pisa, Padua, Verona, Ferrara, Urbino, Ravena, Milán, Bolonia, Gaeta, Rímini, Nápoles e incluso en Aviñón, acompañando al papa Clemente V, donde pintará numerosas obras y hará que estas se proyecten al resto de Europa.

### Muerte
Falleció el 8 de enero de 1337. Según la biografía de Vasari, fue sepultado en el lado izquierdo de la antigua catedral de Santa Reparata de Florencia en una tumba de gran sencillez con una sola losa de mármol. Será Lorenzo de Médici quien encargue un busto a Benedetto da Maiano para conmemorar su nombre. Debido a la construcción de la nueva catedral en 1292 y a la elevación del terreno, la tumba de Giotto se perdió, pero en 1981 se hallaron restos que se atribuyeron al famoso autor.

### Carácter y costumbres
Giotto era un hombre campechano y de vida hogareña, gran conversador y de ánimo bromista. Casado, dejó seis hijos que lo sobrevivieron. Fue un hombre de gran austeridad. Esta costumbre, junto con los beneficios que obtendrá por su obra, le permitieron ahorrar dinero —al revés que la mayor parte de los artistas de la época— y morir como un hombre acaudalado.
Se relacionaba con soltura tanto con los ricos y nobles como con los hombres del pueblo. Se sabe que tuvo mucha confianza con el papa Bonifacio VIII, y el rey Roberto I de Nápoles escribió de él que era su «gran amigo».[cita requerida] Existe una tradición según la cual Dante Alighieri fue también su amigo y le habría visitado durante la realización de los frescos de la capilla de los Scrovegni, pero no ha podido ser confirmada por fuentes fiables. En todo caso, en la Divina Comedia, Dante afirma que Giotto fue superior a su maestro Cimabue. Boccaccio lo retrata en el Decamerón y en el año 1400 Cennino Cennini escribió que «Giotto tradujo el arte de la pintura del griego al latín.»[cita requerida]

## Obra

### Pintura

#### Características

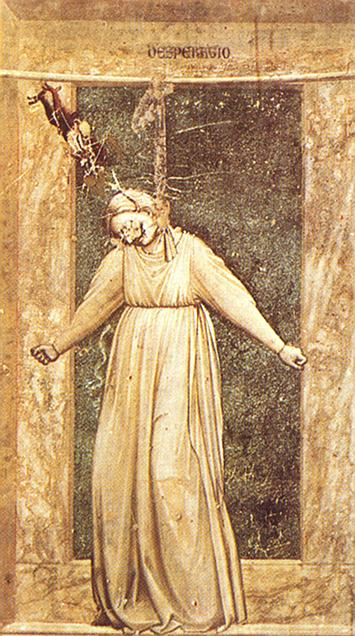
La desesperación, Capilla de la Arena.

El arte de Giotto fue extremadamente innovador y es considerado el detonante del Renacimiento. Sus obras fueron el punto de inflexión entre el arte bizantino de la Baja Edad Media y el arte realista y humanista que floreció en el Renacimiento.
Las figuras planas y simbólicas del arte bizantino dieron lugar a las modeladas e individuales formas en perspectiva. Giotto adoptó el lenguaje visual de la escultura al darles volumen y peso. La comparación entre la Madonna de Giotto y la de su maestro Cimabue nos muestra por qué sus contemporáneos consideraban sus pinturas como «milagros del naturalismo».
Al igual que los demás artistas de su tiempo, Giotto carecía de los conocimientos técnicos de anatomía y teoría de la perspectiva que los pintores posteriores fueron adquiriendo con el correr de los años. Independientemente de ello, los que sí poseía eran infinitamente superiores a los de los que lo precedieron e imitaron.
Con sus composiciones de profunda emotividad, Giotto fue el gran iniciador del espacio tridimensional en la pintura europea, tratando con un nuevo espíritu los temas religiosos que dominaron el arte medieval. Su estilo se caracteriza por una frescura y una vida inesperadas, por lo que los críticos hablan de la emoción humana y una carga de todo lo que es importante para el ser humano como las más claras peculiaridades de sus trabajos.
Al concentrarse en estos conceptos esenciales, Giotto fue capaz de crear impresionantes imágenes de gente bajo presión, personas en crisis y hombres en los que se percibe claramente que están tomando gravísimas decisiones espirituales. Los pintores modernos, que a menudo han utilizado las obras de Giotto como fuente de inspiración, dicen haber encontrado en él una forma de aproximación directa a la más íntima e intrincada experiencia del espíritu humano. Esta característica es atemporal y ha sido reconocida por todos los estilos posteriores.
Otra característica es la gran abundancia de obras que le atribuyen sus biógrafos, pero las pinturas que tienen su autoría clara son muy escasas, dudándose de la mayoría de ellas pese a que existan muchas firmadas.

#### Influencias
Los biógrafos contemporáneos del autor señalan a Giotto como discípulo y aprendiz de Cimabue, pero lo cierto es que algunos autores, como Erwin Panofsky y Karl Woermann, apuntan a Pietro Cavallini como maestro de Giotto o al menos creen que ambos aspiran a romper con el arte medieval y bizantino.

#### Obras
Apenas alguna de las obras supervivientes puede ser documentada como suya más allá de una duda razonable, considerándose al pintor uno de los artistas con mayor problema para la atribución de obras.

##### Capilla de los Scrovegni

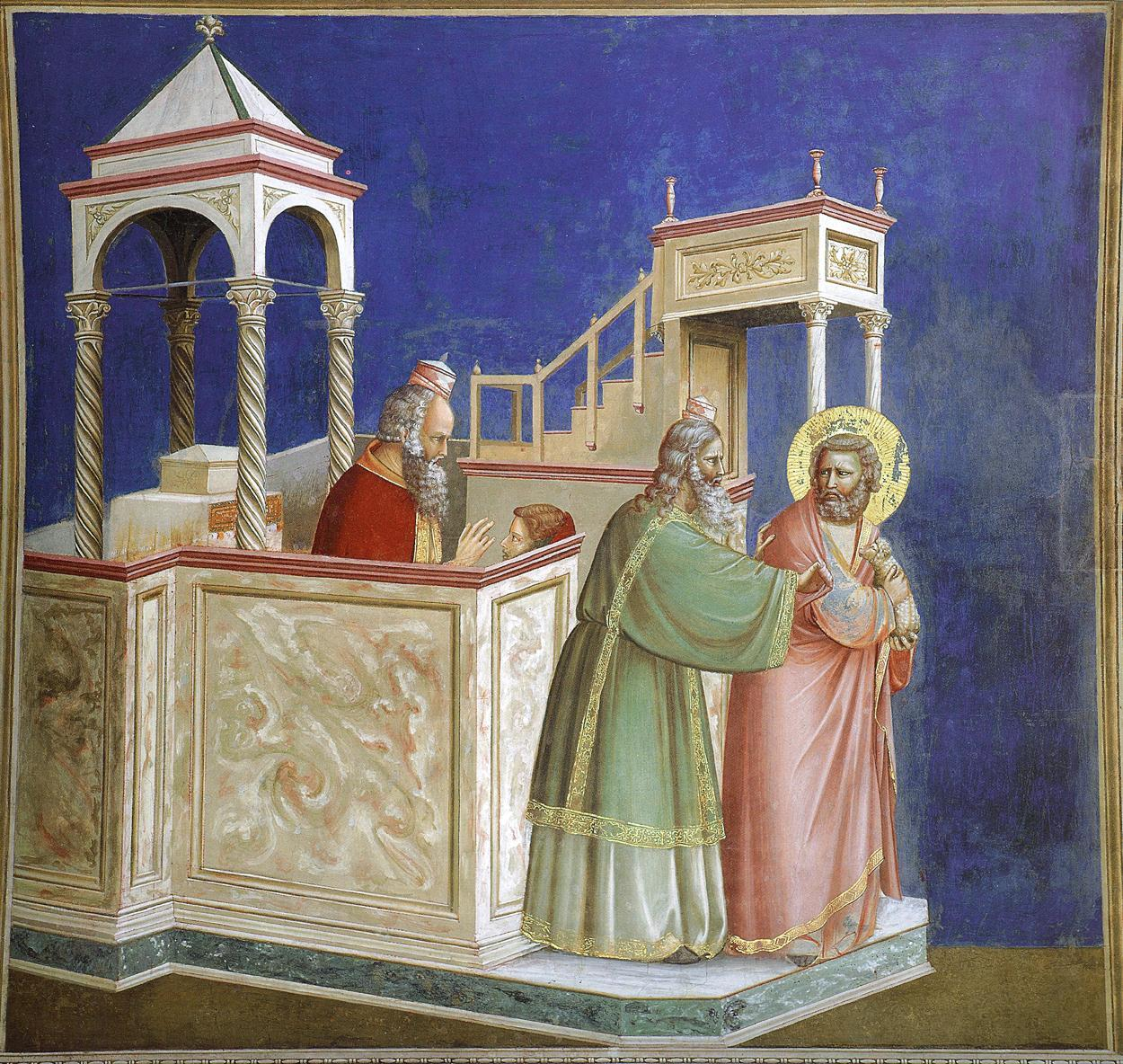
"Joaquín expulsado del Templo", primera escena del ciclo narrativo de la Capilla de los Scrovegni.

Sin embargo, hay unanimidad en atribuir a Giotto el notable ciclo de frescos de la Capilla de los Scrovegni, en Padua, ya que existen varios testimonios del mismo siglo XIV que así lo confirman. Los frescos de esta capilla son considerados por los críticos el momento culminante de la obra de Giotto.
El edificio, también conocido por el nombre de Capilla de la Arena, por estar construido sobre las ruinas de una "arena" o anfiteatro, fue construido por Enrico Scrovegni como penitencia para expiar los pecados de su padre, un conocido usurero —que también fue retratado por Dante en la Comedia en términos no muy halagüeños—. La construcción de la capilla comenzó en 1303. La opinión más extendida es que Giotto empezó a pintar los frescos dos años más tarde y los concluyó en 1306. Los frescos cubren por entero la única nave de la capilla: la pared occidental, a los pies del templo, está cubierta con un "Juicio Final", el arco de la cancela muestra una "Anunciación" y las áreas principales de las paredes tienen tres filas de pinturas que representan escenas de la vida de la Virgen y sus padres —Santa Ana y San Joaquín— y escenas de la vida de Cristo. Bajo estas escenas pueden verse alegorías, es decir, figuras humanas que personifican las Virtudes y los Vicios, pintadas en monocromía, simulando ser esculturas.

Las figuras de la secuencia narrativa principal están hechas a media escala, pero el concepto de Giotto es tan grandioso y potente que, en la reproducción de un libro, por ejemplo, parecen de tamaño natural. Presentan un sentido tridimensional y una presencia física completamente desconocidas en la época en que fueron realizadas, evidenciando la capacidad del artista para retratar un sentimiento de "peso moral", más que el esplendor religioso o divino.

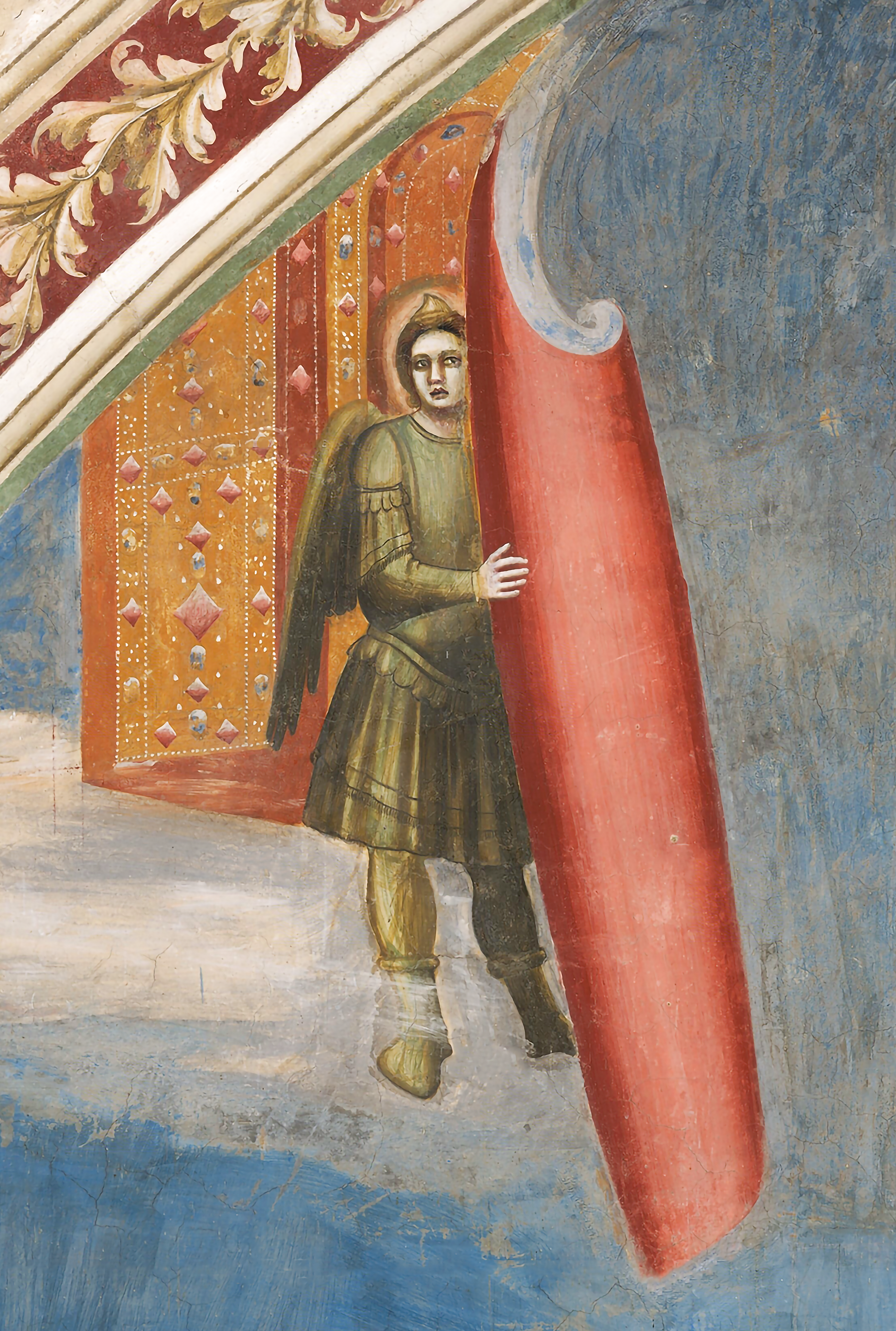
Angel del manto celeste

Es muy posible que Giotto basara su trabajo en experiencias personales, y ningún otro artista ha conseguido mostrarse tan convincente en la tarea de dirigirse directamente al núcleo de la historia que relata y expresarla con gestos y expresiones tan perfectamente claras y reconocibles. La Capilla de los Scrovegni posee una réplica oficial que ha sido expuesta en muchos países: por ejemplo, en 2004 se expuso en el Museo de Arte Italiano de Lima (Perú).

##### La Vida de San Francisco

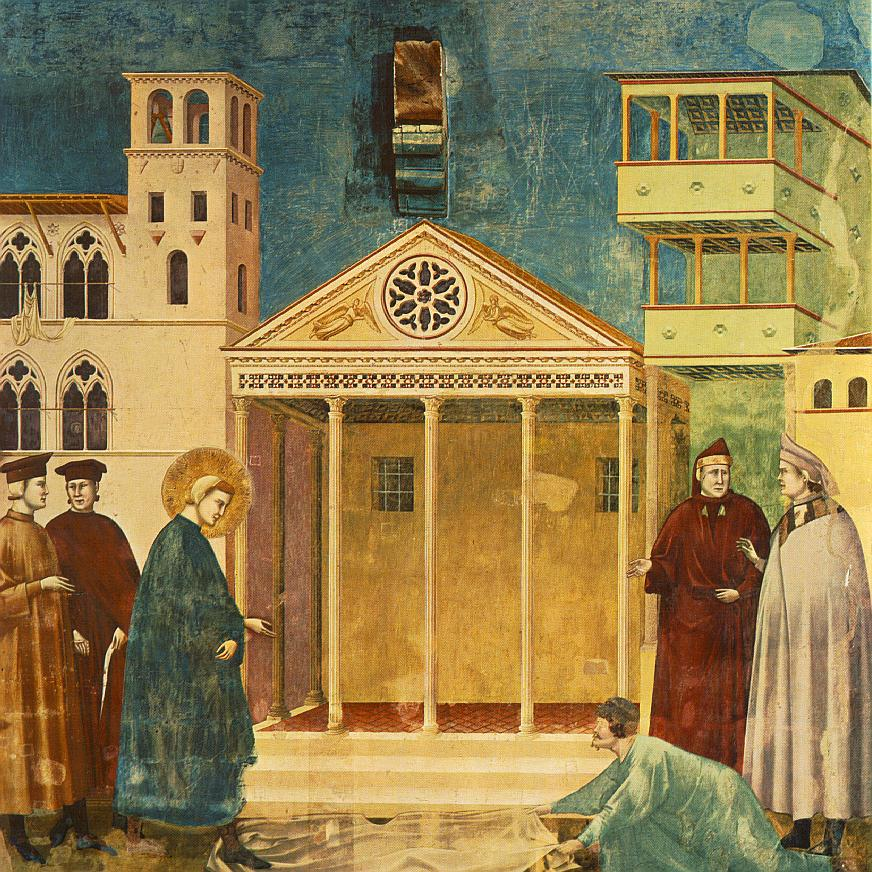
«El homenaje de un hombre sencillo», primera escena de los frescos de la Vida de San Francisco, en Asís.

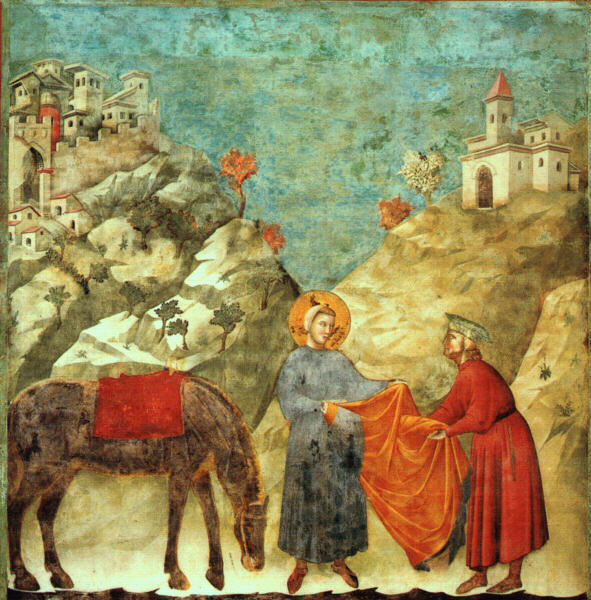
«La donación de la capa», segunda escena, 1297-1299, fresco, 270 x 230 cm, iglesia superior, basílica de San Francisco, Asís.

El segundo ciclo de frescos de importancia asociado o atribuido a Giotto es la "Vida de San Francisco" en la iglesia superior de San Francisco de Asís. El hecho de si el autor fue en verdad Giotto no es solamente uno de los mayores problemas que enfrentan los expertos, sino también una de las mayores controversias de la historia del arte. Los frescos de San Francisco son, evidentemente, obra de un pintor de enorme talento. Sus retratos íntimos y humanos han definido, en realidad, la imagen popular que se tiene del santo. Pero existen, sin embargo, grandes diferencias técnicas y estilísticas entre estas obras y las de la Capilla de los Scrovegni. Ellas han hecho que muchos críticos se nieguen, hoy en día, a aceptarlas como obras del mismo artista. Los intentos de atribuir a Giotto otros frescos de la ciudad de Asís han producido disputas similares entre los estudiosos de su obra.
En la actualidad, sin embargo, son mayoría los estudiosos que consideran segura la autoría de Giotto, si bien admiten que habría contado con amplia colaboración de los miembros de su taller. No hay acuerdo en cuanto a la cronología de la obra, pues, aunque es mayoritaria la datación en los primeros años del siglo XIV, hay autores que retrotraen la fecha hasta 1291-1292. Hay acuerdo en cuanto a que se trata de una obra anterior a la de la Capilla de los Scrovegni.
Los frescos cubren la parte inferior de tres de las paredes del templo, las dos laterales y la interior de la fachada, a ambos lados de la puerta. Se trata de 28 episodios de la vida del recientemente canonizado Francisco de Asís, siguiendo el relato de la Legenda maior de San Buenaventura.

##### LaSanta Crocede Florencia
Las pinturas de la basílica de la Santa Croce (Santa Cruz) de Florencia, por el contrario, gozan de mayor consenso entre los expertos, que coinciden en general en atribuirlas al pincel de Giotto. Posiblemente las cuatro capillas sean suyas, y los frescos de las capillas Peruzzi y Bardi han sido fechadas en o alrededor de 1320, cuando el pintor estaba en la ciudad. Algunos de los frescos no se encuentran bien conservados, ya que se intentó lavarlos en el siglo XVIII, pero algunos de la capilla de los Bardi siguen siendo tan impresionantes como en la fecha en que se hicieron.
En la capilla Peruzzi están representadas escenas de la vida de San Juan Bautista y de San Juan Evangelista. En la capilla Bardi, en cambio, los frescos representan escenas de la vida de San Francisco de Asís.

##### Otras obras

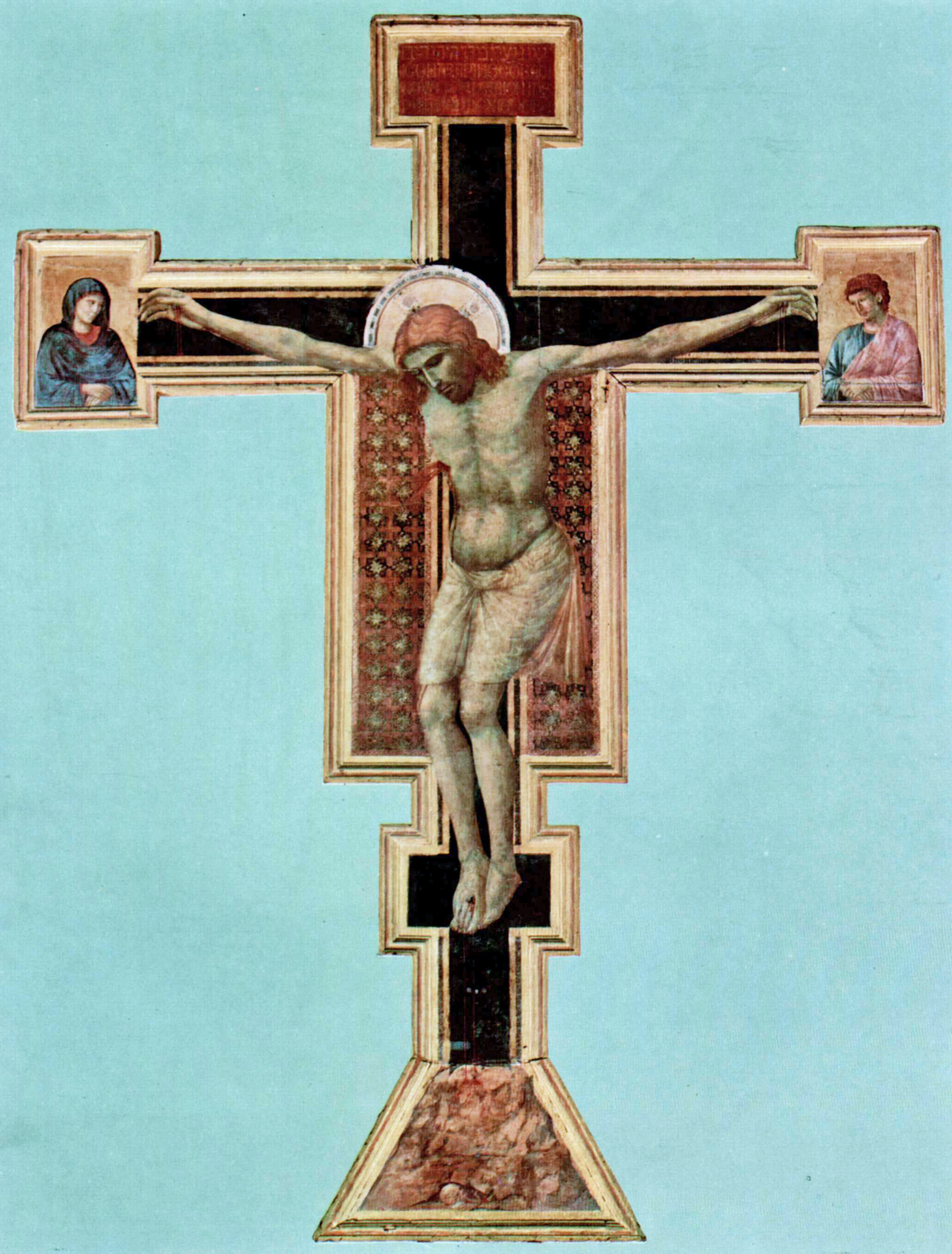
Crucifijo de la iglesia de Santa María Novella, en Florencia.

- Palacio del Podestá: Retrato de Dante Alighieri e importantes personajes de la época.
- Badia Fiorentina: Altar mayor o Polittico di Badia (Uffizi), hacia el 1300.
- Altares de las capillas de los Peruzzi (Políptico Peruzzi) y Baroncelli (Políptico Baroncelli) en la iglesia de Santa Croce, hacia 1313.
- Crucifijo policromado de Santa María Novella, hacia 1312.
- Dormición de la virgen, Crucifijo y la Maestà di Ognissanti en Florencia.
- Frescos de las paredes del camposanto de Pisa.
- En octubre de 2010 se confirmó la atribución a Giotto del crucifijo, de 5 m de longitud, existente en la Iglesia de Todos los Santos de Florencia, realizado entre 1310 y 1320.[10]
- Se le atribuye, además, el fresco de Bonifacio VIII bendiciendo durante el Jubileo de 1300, que se conserva actualmente en la Archibasílica de San Juan de Letrán. Debido a su deterioro, no se ha confirmado si pertenece efectivamente al pintor o a algún ayudante de este.

##### Giotto y la pintura sobre tabla

Cristo entronizado, Capilla de la Arena

Giotto es conocido, por lo general, por su habilidad para con la pintura al fresco, su principal vehículo de expresión; no obstante, trabajó la pintura sobre tabla. Hasta nosotros nos han llegado 34 obras sobre tabla, algunas de ellas con atribución incierta, como la Crucifixión del Museo de Bellas Artes de Estrasburgo o la de Berlín. Las pinturas sobre tabla giottescas han sido profundamente estudiadas como productos aislados, pero nunca se ha hecho un estudio comparativo de conjunto, así como la relación con los productos artísticos contemporáneos. . Por otra parte, una de las obras que se tiende a marginar es la pintura sobre tabla situada en el arco triunfal del coro de la Capilla de la Arena, también llamada de los Scrovegni, en la que se figura a Cristo entronizado contemplando el plan divino mientras es acompañado por una hueste de ángeles. El motivo de su "olvido" es su situación: un lugar elevado y de difícil acceso, y el hecho de estar inserida en un ambiente puramente pictórtico.

### Escultura
Se le atribuyen varios diseños, entre ellos la tumba del obispo de Lucca, Guido Tarlati, tallada en 1330 por Agostino di Giovanni y Agnolo Ventura. Además, es probable que realizase algunos medallones para el nuevo campanario de la catedral.

### Arquitectura
En 1334, la ciudad de Florencia decidió honrar al gran pintor. Se le otorgó el título de magister et gubernator (‘maestro y gobernador’) de la Obra de Santa Reparata, que se encargaba de las obras de la catedral, así como arquitecto en jefe de la ciudad y superintendente de obras públicas. En esta última etapa de su vida, Giotto diseñó el famoso campanile (‘campanario’) de la catedral de Florencia, cuya construcción se inició ese mismo año, pero que no pudo ver concluido. Según Ghiberti, los bajorrelieves del cuerpo inferior del campanario fueron también obra suya. Aunque finalmente el campanile no se construyó de acuerdo con sus proyectos, es universalmente conocido como campanario de Giotto.

### Influencia
La obra de Giotto ha trascendido en el tiempo y en la generación posterior a su muerte se extendió la influencia de su estilo, cristalizando en las obras de todos los pintores que le siguieron. La estrella del florentino no declinó sino hasta el gran auge del gótico, pero, pasado este, siguió influyendo e inspirando la obra de otros formidables artistas como Masaccio y Miguel Ángel. Fue citado como ejemplo de excelencia pictórica por el Marqués de Santillana en una canción dedicada a la reina Isabel de Portugal, esposa de Juan II de Castilla ("qual Ioto (sic) non vos pintara").
El director de cine Pier Paolo Pasolini recreó en su película El Decamerón (1971) la figura de Giotto y su forma de trabajar.

Compianto sul Cristo morto

### Giotto y el cometa Halley

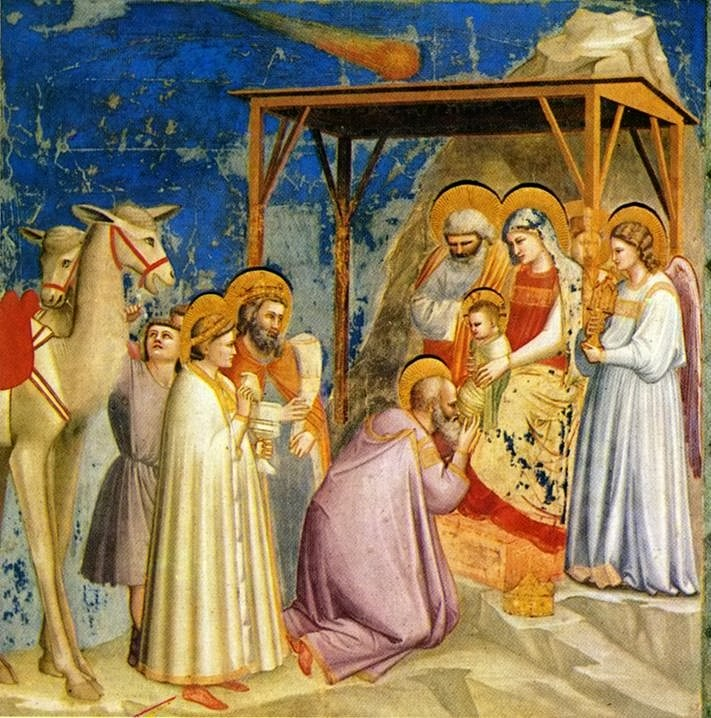
"La adoración de los Reyes Magos". Obsérvese el cometa.

Uno de los frescos de la Capilla de la Arena es la "Adoración de los Reyes Magos", que se encuentra entre los más reputados y admirados de la serie. En el cielo, encima del techo del pesebre, puede observarse la Estrella de Belén, la que, en la iconografía católica, representa la guía divina que condujo a los Reyes Magos hasta Belén. La imagen representada por Giotto tiene forma de cometa (con su cabeza y cola), y ha dominado la idea colectiva acerca de este episodio bíblico.
Giotto vio el cometa Halley en su aparición de 1301 en el cielo italiano, y es muy probable que este objeto astronómico haya sido el modelo para la sobrenatural estrella de su "Adoración". Lo que Giotto no tenía forma de saber es que el cometa Halley, con su período de entre 76,5 y 79,3 años, apareció en 11 o 10 a. C., es decir, entre 4 y 7 años antes del nacimiento de Cristo. No puede asegurarse que el Halley haya inspirado el episodio de la Estrella de Belén, pero sí resulta interesante que, casi con certeza, tanto la estrella del relato bíblico como la pintada por el maestro florentino sean el mismo cometa en dos apariciones separadas por trece siglos.
Por esta circunstancia, la Agencia Espacial Europea bautizó como "Misión Giotto" a la sonda que en 1986 se aproximó al cometa para estudiarlo. No es el único homenaje que Giotto recibió de las ciencias del espacio: en Mercurio (planeta poblado de accidentes geográficos con nombres de artistas) se encuentra un cráter que ha sido bautizado en su honor.[cita requerida]